# Лукас Ангеліна Олександрівна
Лукас Ангеліна Олександрівна (12 березня 1997; Тараз, Казахстан) — казахстанська професіональна спортсменка-боксер в легкій вазі, майстер спорту міжнародного класу, чемпіонка світу.
|  | Це незавершена стаття про боксера чи боксерку. Ви можете допомогти проєкту, виправивши або дописавши її. |